# بوجارو
بوجارو بلدية في ولاية بارا في المنطقة الشمالية من البرازيل.